# Rattle That Lock Tour

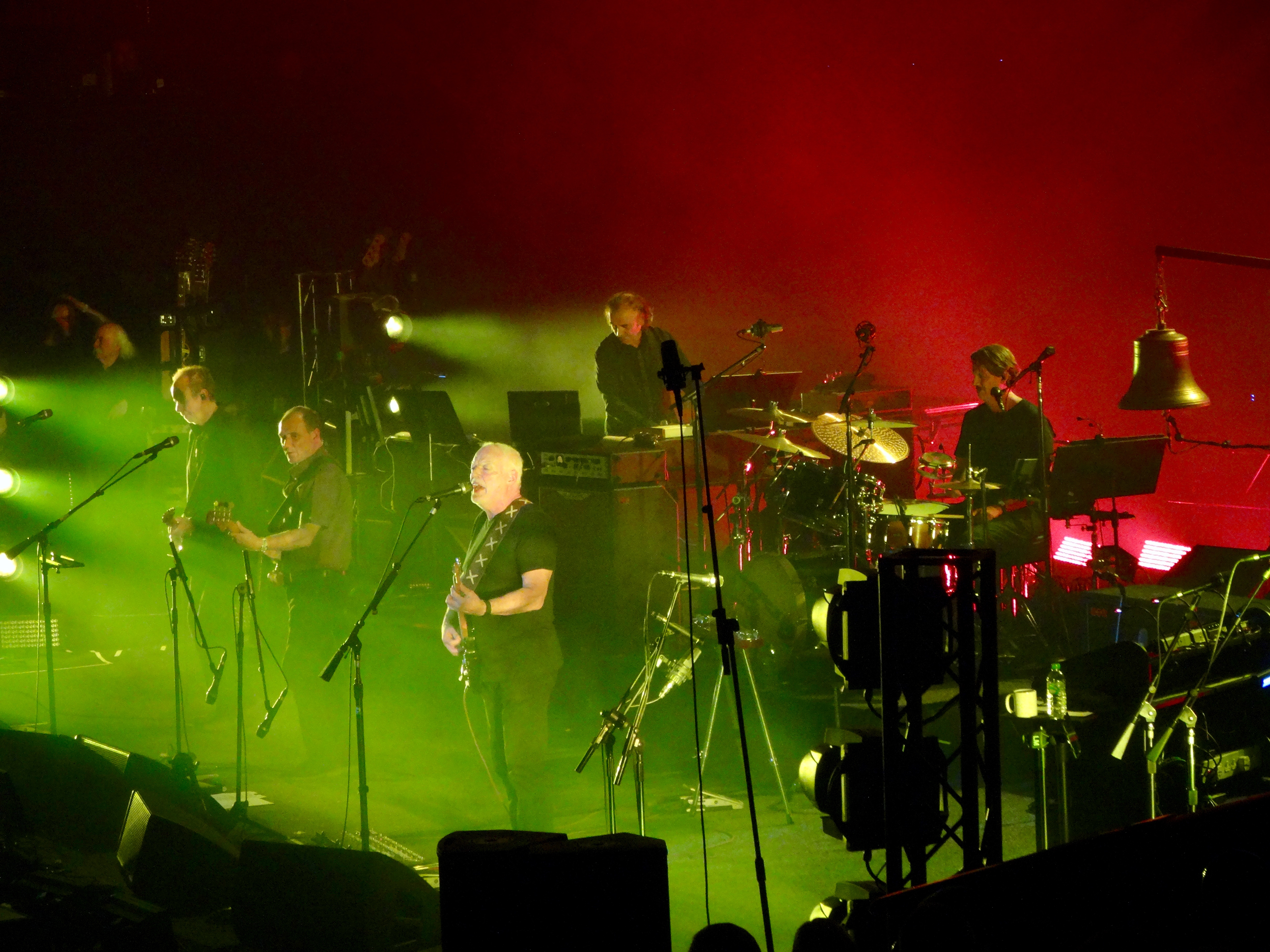
Koncert 23. září 2015 v Londýně

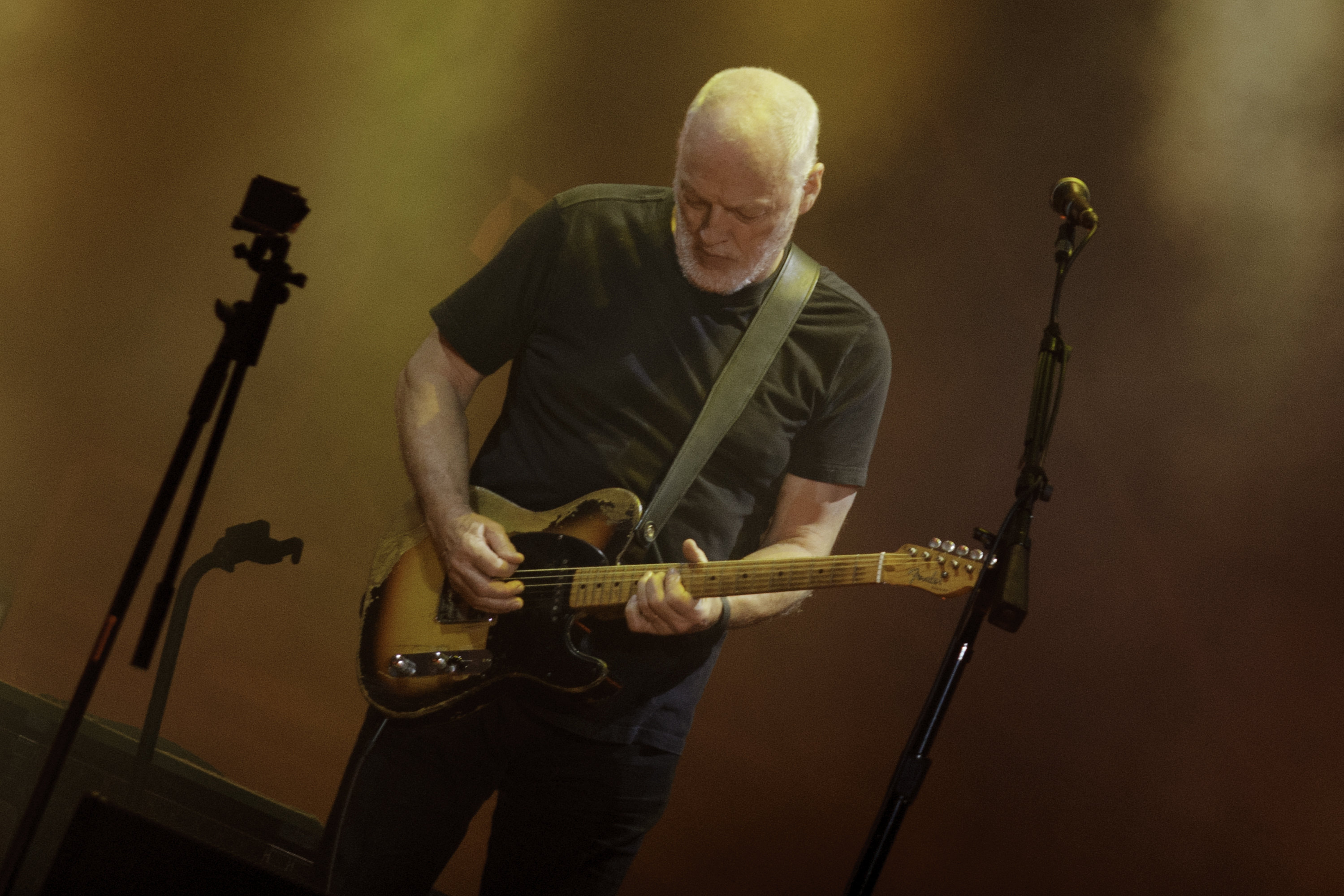
David Gilmour v Buenos Aires 18. prosince 2015

Rattle That Lock Tour bylo třetí sólové turné britského kytaristy a zpěváka Davida Gilmoura. Probíhalo od září 2015 do září 2016 při příležitosti vydání jeho čtvrtého sólového alba Rattle That Lock. Z turné vyšlo živé dvojalbum Live at Pompeii doplněné též videozáznamem.

## Obsazení
- David Gilmour – kytara, zpěv
- Phil Manzanera – kytara, doprovodné vokály (do 12. dubna 2016)
- Chester Kamen – kytara, doprovodné vokály (od 25. června 2016)
- Jon Carin – klávesy, kytara, doprovodné vokály, zpěv (do 12. dubna 2016)
- Kevin McAlea – klávesy, akordeon (do 12. dubna 2016)
- Greg Phillinganes – klávesy, doprovodné vokály, zpěv (od 25. června 2016)
- Chuck Leavell – klávesy, akordeon, zpěv (od 25. června 2016)
- Guy Pratt – baskytara, kontrabas, doprovodné vokály, zpěv
- Steve DiStanislao – bicí, perkuse, doprovodné vokály
- Theo Travis – saxofon, klarinet (pouze 5.–19. září 2015)
- João Mello – saxofon, klávesy (od 23. září 2015)
- Bryan Chambers – doprovodné vokály
- Louise Clare Marshall – doprovodné vokály (kromě jihoamerických koncertů)
- Lucita Jules – doprovodné vokály (pouze jihoamerické koncerty)

Hosté na koncertě 23. září 2015:
- David Crosby – zpěv v „Comfortably Numb“, doprovodné vokály v „A Boat Lies Waiting“", „On an Island“ a „Comfortably Numb“
- Graham Nash – doprovodné vokály v „A Boat Lies Waiting“", „On an Island“ a „Comfortably Numb“

Host na koncertě 25. září 2015:
- Gabriel Gilmour – klavír v „In Any Tongue“

Hosté na koncertě 25. června 2016:
- Wrocław Philharmonic Orchestra, dirigována Leszekem Możdżerem
- Leszek Możdżer – klavír v „The Girl in the Yellow Dress“

Host na koncertě 28. září 2016:
- Benedict Cumberbatch – zpěv v „Comfortably Numb“

## Setlist

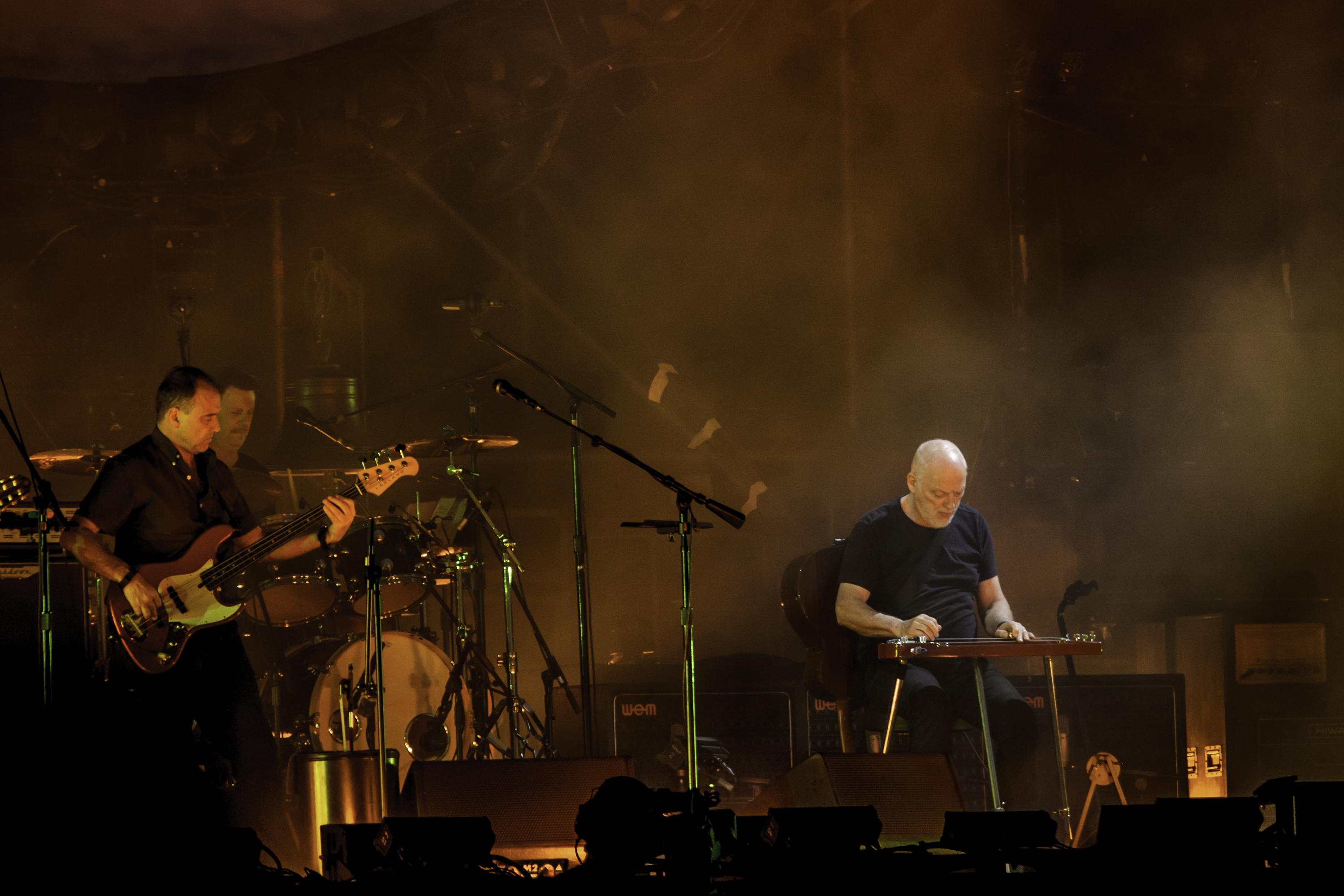
Guy Pratt, Steve DiStanislao a David Gilmour během koncertu v Buenos Aires

Setlist byl na koncertech obdobný, s menšími variacemi (viz níže). Program koncertu tvořil mix písní z alba Rattle That Lock a výběr známých skladeb Pink Floyd. Setlist obsahoval i jednu až dvě písně z předchozího Gilmourova alba On an Island.
Uvedený setlist pochází z prvního koncertu v Brightonu z 5. září 2015.
První polovina
- „5 A.M.“
- „Rattle That Lock“
- „Faces of Stone“
- „Wish You Were Here“
- „A Boat Lies Waiting“
- „The Blue“
- „Money“
- „Us and Them“
- „In Any Tongue“
- „High Hopes“

Druhá polovina
- „Astronomy Domine“
- „Shine On You Crazy Diamond, Parts I–II a IV–V“
- „Fat Old Sun“
- „On an Island“
- „The Girl in the Yellow Dress“
- „Today“
- „Sorrow“
- „Run Like Hell“

Přídavky
- „Time“
- „Breathe (Reprise)“
- „Comfortably Numb“

Během evropských koncertů 2016 byla v první polovině setlistu někdy hrána také skladba „The Great Gig in the Sky“ a trvalou součástí koncertu se během celého roku 2016 stala píseň „What Do You Want from Me“. Druhou polovinu setlistu většiny evropských vystoupení v roce 2016 zahajovala místo písně „Astronomy Domine“ skladba „One of These Days“. Na některých koncertech roku 2015 a na všech koncertech v roce 2016 byla během druhé poloviny hrána také píseň „Coming Back to Life“, někdy místo „On an Island“. Výjimečností byla píseň „Dancing Right in Front of Me“, která zazněla pouze na třech evropských koncertech v létě 2016 uprostřed druhé poloviny setlistu.

## Koncerty

### Část 1: Evropské koncerty 2015
| Datum         | Stát               | Město      | Místo                    | Poznámky                                |
| ------------- | ------------------ | ---------- | ------------------------ | --------------------------------------- |
| 5. září 2015  | Spojené království | Brighton   | Brighton Centre          | zkušební koncert                        |
| 12. září 2015 | Chorvatsko         | Pula       | Arena Pula               |                                         |
| 14. září 2015 | Itálie             | Verona     | Arena di Verona          |                                         |
| 15. září 2015 | Itálie             | Florencie  | Ippodromo del Visarno    | vystoupení přesunuto z Teatro Le Mulina |
| 17. září 2015 | Francie            | Orange     | Théâtre antique d'Orange |                                         |
| 19. září 2015 | Německo            | Oberhausen | König Pilsener Arena     |                                         |
| 23. září 2015 | Spojené království | Londýn     | Royal Albert Hall        |                                         |
| 24. září 2015 | Spojené království | Londýn     | Royal Albert Hall        |                                         |
| 25. září 2015 | Spojené království | Londýn     | Royal Albert Hall        |                                         |
| 2. října 2015 | Spojené království | Londýn     | Royal Albert Hall        |                                         |
| 3. října 2015 | Spojené království | Londýn     | Royal Albert Hall        |                                         |

### Část 2: Jihoamerické koncerty 2015
| Datum             | Stát      | Město             | Místo                   | Poznámky |
| ----------------- | --------- | ----------------- | ----------------------- | -------- |
| 11. prosince 2015 | Brazílie  | São Paulo         | Allianz Palmeiras       |          |
| 12. prosince 2015 | Brazílie  | São Paulo         | Allianz Palmeiras       |          |
| 14. prosince 2015 | Brazílie  | Curitiba          | Pedreira Paulo Leminski |          |
| 16. prosince 2015 | Brazílie  | Porto Alegre      | Arena do Gremio         |          |
| 18. prosince 2015 | Argentina | Buenos Aires      | Hipodromo de San Isidro |          |
| 20. prosince 2015 | Chile     | Santiago de Chile | Estadio Nacional        |          |

### Část 3: Severoamerické koncerty 2016
| Datum           | Stát   | Město            | Místo                 | Poznámky |
| --------------- | ------ | ---------------- | --------------------- | -------- |
| 24. března 2016 | USA    | Los Angeles (CA) | Hollywood Bowl        |          |
| 25. března 2016 | USA    | Los Angeles (CA) | Hollywood Bowl        |          |
| 27. března 2016 | USA    | Inglewood (CA)   | The Forum             |          |
| 31. března 2016 | Kanada | Toronto (ON)     | Air Canada Centre     |          |
| 1. dubna 2016   | Kanada | Toronto (ON)     | Air Canada Centre     |          |
| 4. dubna 2016   | USA    | Chicago (IL)     | United Center         |          |
| 6. dubna 2016   | USA    | Chicago (IL)     | Auditorium Theatre    |          |
| 8. dubna 2016   | USA    | Chicago (IL)     | United Center         |          |
| 10. dubna 2016  | USA    | New York (NY)    | Radio City Music Hall |          |
| 11. dubna 2016  | USA    | New York (NY)    | Madison Square Garden |          |
| 12. dubna 2016  | USA    | New York (NY)    | Madison Square Garden |          |

### Část 4: Evropské letní koncerty 2016
| Datum             | Stát     | Město     | Místo                         | Poznámky                                          |
| ----------------- | -------- | --------- | ----------------------------- | ------------------------------------------------- |
| 25. června 2016   | Polsko   | Vratislav | Plac Wolności                 | vystoupení přesunuto z Rynku                      |
| 27. června 2016   | Rakousko | Vídeň     | Schönbrunn                    |                                                   |
| 28. června 2016   | Rakousko | Vídeň     | Schönbrunn                    |                                                   |
| 2. července 2016  | Itálie   | Řím       | Circo Massimo                 |                                                   |
| 3. července 2016  | Itálie   | Řím       | Circo Massimo                 |                                                   |
| 7. července 2016  | Itálie   | Pompei    | Anfiteatro romano di Pompei   | koncert nahráván pro album a film Live at Pompeii |
| 8. července 2016  | Itálie   | Pompei    | Anfiteatro romano di Pompei   | koncert nahráván pro album a film Live at Pompeii |
| 10. července 2016 | Itálie   | Verona    | Arena di Verona               |                                                   |
| 11. července 2016 | Itálie   | Verona    | Arena di Verona               |                                                   |
| 14. července 2016 | Německo  | Stuttgart | Schlossplatz                  |                                                   |
| 16. července 2016 | Francie  | Chantilly | Château de Chantilly          |                                                   |
| 18. července 2016 | Německo  | Wiesbaden | Bowling Green                 |                                                   |
| 20. července 2016 | Francie  | Nîmes     | Arènes de Nîmes               |                                                   |
| 21. července 2016 | Francie  | Nîmes     | Arènes de Nîmes               |                                                   |
| 23. července 2016 | Francie  | Besançon  | Saline royale d'Arc-et-Senans |                                                   |
| 27. července 2016 | Belgie   | Tienen    | Grote Markt                   |                                                   |
| 28. července 2016 | Belgie   | Tienen    | Grote Markt                   |                                                   |

### Část 5: Londýnské koncerty 2016
| Datum         | Stát               | Město  | Místo             | Poznámky |
| ------------- | ------------------ | ------ | ----------------- | -------- |
| 23. září 2016 | Spojené království | Londýn | Royal Albert Hall |          |
| 25. září 2016 | Spojené království | Londýn | Royal Albert Hall |          |
| 28. září 2016 | Spojené království | Londýn | Royal Albert Hall |          |
| 29. září 2016 | Spojené království | Londýn | Royal Albert Hall |          |
| 30. září 2016 | Spojené království | Londýn | Royal Albert Hall |          |